# ATP Challenger Biella
Das ATP Challenger Biella (offizieller Name: Città di Biella) ist ein zwischen 1998 und 2021 sowie seit 2025 stattfindendes Tennisturnier in Biella, Italien. Es ist Teil der ATP Challenger Tour und wird im Freien auf Sand ausgetragen.
Es wurde erstmals von 1998 bis 2003 ausgetragen, anschließend mit einjähriger Pause nochmals 2005 und 2006. Es folgte die erste dreijährige Pause mit der neunten Austragung im Jahr 2010, ehe weitere drei Jahre Pause folgten. 2014 fand die zehnte Austragung statt.

## Siegerliste

### Einzel
| Jahr                         | Sieger               | Finalgegner           | Ergebnis             |
| ---------------------------- | -------------------- | --------------------- | -------------------- |
| 2025                         |                      |                       | Austragung ab 8.9.25 |
| 2022–2024: nicht ausgetragen |                      |                       |                      |
| 2021 (3)                     | Holger Rune          | Marco Trungelliti     | 6:3, 5:7, 7:65       |
| 2021 (2)                     | Thanasi Kokkinakis   | Enzo Couacaud         | 6:3, 6:4             |
| 2021 (1)                     | Juan Pablo Varillas  | Guido Andreozzi       | 6:3, 6:1             |
| 2020                         | Facundo Bagnis       | Blaž Kavčič           | 6:74, 6:4 aufgg.     |
| 2019                         | Gianluca Mager       | Paolo Lorenzi         | 6:0, 6:74, 7:5       |
| 2018                         | Federico Delbonis    | Stefano Napolitano    | 6:4, 6:3             |
| 2017                         | Filip Krajinović     | Salvatore Caruso      | 6:3, 6:2             |
| 2016                         | Federico Gaio        | Thomaz Bellucci       | 7:65, 6:2            |
| 2015                         | Andrej Martin        | Nicolás Kicker        | 6:4, 6:2             |
| 2014                         | Matteo Viola         | Filippo Volandri      | 7:5, 6:1             |
| 2011–2013: nicht ausgetragen |                      |                       |                      |
| 2010                         | Björn Phau           | Simone Bolelli        | 6:4, 6:2             |
| 2007–2009: nicht ausgetragen |                      |                       |                      |
| 2006                         | Simone Bolelli       | Ivo Minář             | 7:5, 3:6, 7:6        |
| 2005                         | Irakli Labadse       | Carlos Berlocq        | 7:64, 6:0            |
| 2004                         | nicht ausgetragen    | nicht ausgetragen     | nicht ausgetragen    |
| 2003                         | Filippo Volandri (2) | José Acasuso          | 2:6, 7:64, 6:4       |
| 2002                         | Dominik Hrbatý       | José Acasuso          | 6:4, 6:74, 6:4       |
| 2001                         | Adrian Voinea        | Christophe Rochus     | 3:6, 6:3, 6:4        |
| 2000                         | Filippo Volandri (1) | Hernán Gumy           | 6:3, 6:2             |
| 1999                         | Nicolás Massú        | Oleg Ogorodov         | 7:6, 5:7, 6:4        |
| 1998                         | Andrew Ilie          | Jean-Baptiste Perlant | 6:7, 6:4, 6:4        |

### Doppel
| Jahr                         | Sieger                                   | Finalgegner                                    | Ergebnis             |
| ---------------------------- | ---------------------------------------- | ---------------------------------------------- | -------------------- |
| 2025                         |                                          |                                                | Austragung ab 8.9.25 |
| 2022–2024: nicht ausgetragen |                                          |                                                |                      |
| 2021 (3)                     | Tomás Martín Etcheverry Renzo Olivo      | Luis David Martínez David Vega Hernández       | 3:6, 6:3, [10:8]     |
| 2021 (2)                     | Evan King Julian Lenz                    | Karol Drzewiecki Sergio Martos Gornés          | 3:6, 6:3, [11:9]     |
| 2021 (1)                     | André Göransson Nathaniel Lammons        | Rafael Matos Felipe Meligeni Alves             | 7:63, 6:3            |
| 2020                         | Harri Heliövaara Szymon Walków           | Lloyd Glasspool Alex Lawson                    | 7:5, 6:3             |
| 2019                         | Tomislav Brkić Ante Pavić                | Ariel Behar Andrei Golubew                     | 7:62, 6:4            |
| 2018                         | Fabrício Neis David Vega Hernández       | Rameez Junaid Purav Raja                       | 6:4, 6:4             |
| 2017                         | Attila Balázs Fabiano de Paula           | Johan Brunström Dino Marcan                    | 5:7, 6:4, [10:4]     |
| 2016                         | Andre Begemann Leander Paes              | Andrej Martin Hans Podlipnik-Castillo          | 6:4, 6:4             |
| 2015                         | Andrej Martin Hans Podlipnik-Castillo    | Alexandru-Daniel Carpen Dino Marcan            | 7:5, 1:6, [10:8]     |
| 2014                         | Marco Cecchinato Matteo Viola            | Frank Moser Alexander Satschko                 | 7:5, 6:0             |
| 2011–2013: nicht ausgetragen |                                          |                                                |                      |
| 2010                         | Jamie Cerretani Adil Shamasdin           | Dustin Brown Alessandro Motti                  | 6:3, 2:6, [11:9]     |
| 2007–2009: nicht ausgetragen |                                          |                                                |                      |
| 2006                         | Lucas Arnold Ker Agustín Calleri         | Juan Martín del Potro Martín Vassallo Argüello | 7:65, 6:2            |
| 2005                         | Gabriel Trifu Tom Vanhoudt               | Carlos Berlocq Ricardo Mello                   | 6:4, 4:6, 6:4        |
| 2004                         | nicht ausgetragen                        | nicht ausgetragen                              | nicht ausgetragen    |
| 2003                         | Stefano Galvani Martín Vassallo Argüello | Jordan Kerr Tom Vanhoudt                       | 3:6, 7:64, 6:3       |
| 2002                         | Giorgio Galimberti Dominik Hrbatý        | Ashley Fisher Nathan Healey                    | 3:6, 6:3, 7:5        |
| 2001                         | Enzo Artoni Andrés Schneiter             | Massimo Bertolini Cristian Brandi              | 7:65, 4:6, 6:1       |
| 2000                         | Martín Alberto García Mariano Puerta     | Simon Aspelin Fredrik Bergh                    | 6:2, 4:6, 6:4        |
| 1999                         | Filippo Messori Massimo Valeri           | Agustín Calleri Salvador Navarro               | 7:6, 6:4             |
| 1998                         | Diego del Rio Eric Taino                 | João Cunha e Silva Emanuel Couto               | 7:6, 5:7, 6:2        |